# Enchentes e deslizamentos no Vale do Aço em 2025
As enchentes e deslizamentos no Vale do Aço em 2025 foram causados por eventos de precipitação extrema ocorridos na Região Metropolitana do Vale do Aço, no interior do estado de Minas Gerais, Brasil, nos dias 12 e 13 de janeiro de 2025. Os quatro municípios da região metropolitana (Coronel Fabriciano, Ipatinga, Santana do Paraíso e Timóteo) foram atingidos pelo desastre natural, porém Ipatinga foi a cidade mais afetada, com um saldo de dez mortes provocadas por deslizamentos de terra confirmadas até a noite do dia 12. Coronel Fabriciano e Santana do Paraíso registraram uma morte cada durante as chuvas.
No dia 21 de janeiro, mais de 270 pessoas estavam desabrigadas e 1 270 desalojadas em Ipatinga e Santana do Paraíso. Apesar do evento de janeiro ter sido o mais destrutivo e mortal, os municípios do Vale do Aço foram afetados por outros episódios de chuvas extremas na estação chuvosa de 2024–2025, como em Coronel Fabriciano em 17 de dezembro de 2024 e Timóteo em 27 de abril de 2025.

## Contexto
A Região Metropolitana do Vale do Aço se encontra em uma região de relevo predominantemente acidentado e com notável presença de favelas e comunidades urbanas, o que é resultado do crescimento urbano rápido e desordenado, ocorrido sobretudo no decorrer da segunda metade do século XX. Sem ter para onde se expandir, foi observado o crescimento da zona urbana na direção dos cursos hídricos e morros que cercam as cidades, o que acarretou a multiplicação de moradias em áreas de risco de enchentes e deslizamentos de terra. Em vista desse cenário, diferentes pontos da região se tornaram sujeitos a desastres naturais.
No precedente mais destrutivo, em 1979, enchentes e deslizamentos deixaram dezenas de mortos e cerca de 10 mil desabrigados somente em Ipatinga, a maioria devido ao deslizamento da chamada grota do Iapi, local situado entre os atuais bairros Cidade Nobre e Esperança. O número de vítimas fatais na cidade varia de 40 a 100 mortos, dependendo da fonte. Em outro desastre histórico, em 15 de dezembro de 2005, uma tempestade na madrugada causou enchentes e desmoronamentos de terra que deixaram seis mortos e 200 desabrigados em todo o Vale do Aço. Nesse dia, um pluviômetro da CPRM em Timóteo registrou um acumulado diário de 200,2 mm.

## Descrição

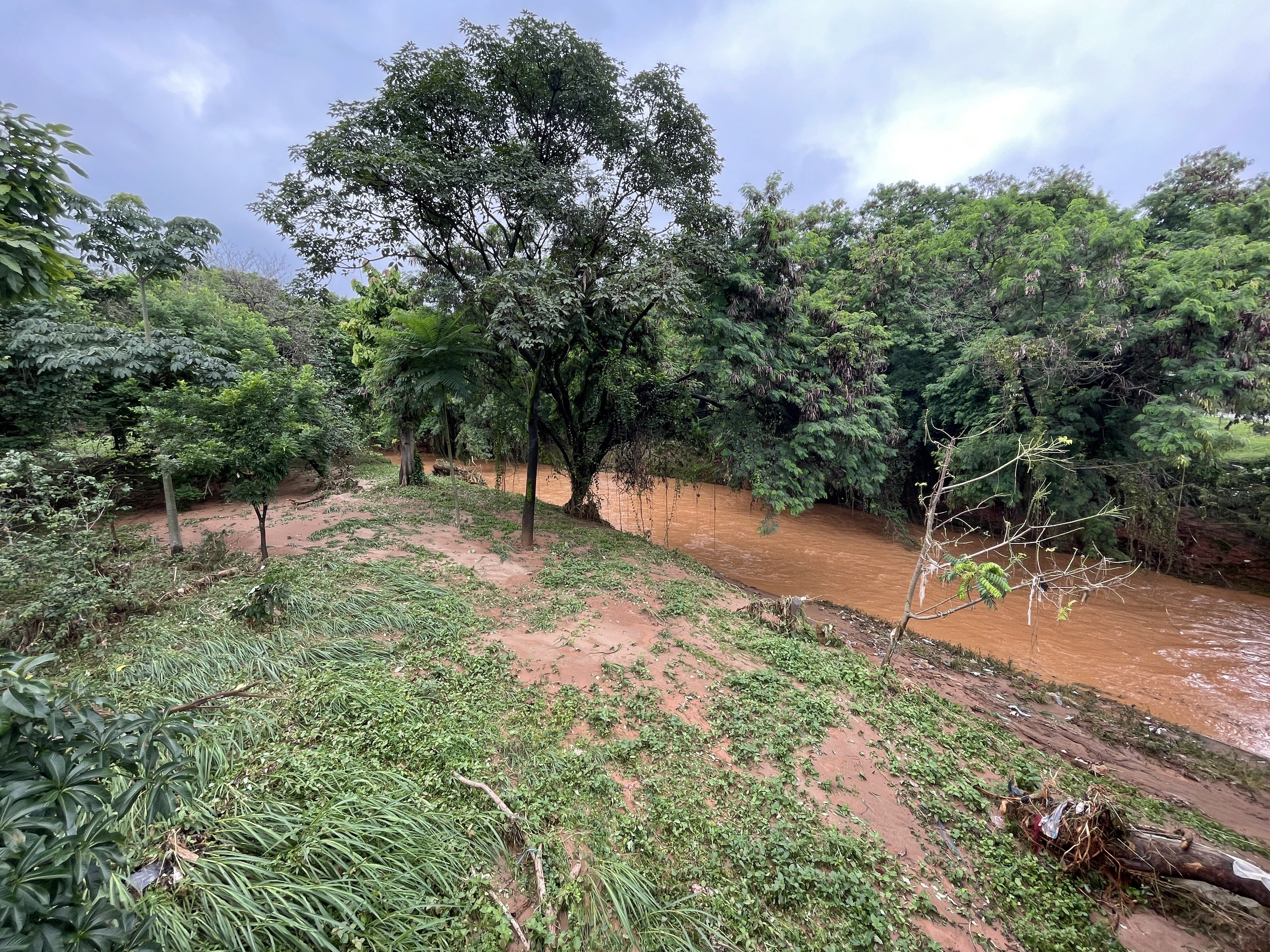
Margem do ribeirão Ipanema no Parque Ipanema após as enchentes

Em 11 de janeiro de 2025, um sábado, o Instituto Nacional de Meteorologia (INMET) emitiu um alerta laranja de tempestades para as cidades da região, com condições de chuvas provocadas pelo calor e umidade do ar elevada. No entanto, os institutos de meteorologia não previram um evento na intensidade do que foi registrado nos dias seguintes.
Na madrugada de 12 de janeiro de 2025, domingo, um núcleo de chuva pequeno, porém intenso, estacionou-se sobre a Região Metropolitana do Vale do Aço. De acordo com um pluviômetro do Centro Nacional de Monitoramento e Alertas de Desastres Naturais (Cemaden), instalado no bairro Betânia, em Ipatinga, da meia-noite às seis horas da manhã foi registrado um acumulado de pouco mais de 200 mm, sendo que a média de janeiro, o segundo mês mais chuvoso do ano no município, é de 260,5 mm. Outro pluviômetro do Cemaden, no Bom Retiro, registrou um volume de 122,8 mm, enquanto que no município de Timóteo uma estação meteorológica automática do INMET no bairro Primavera registrou 115,8 mm. Uma medição da prefeitura de Santana do Paraíso aferiu um acumulado de 216 mm durante a madrugada.
Entre a noite do dia 12 e a madrugada do dia 13, precipitações intensas voltaram a atingir os municípios do Vale do Aço, com acumulados de mais de 90 mm em Ipatinga no bairro Bom Retiro e 80 mm no Canaã, de acordo com o Cemaden. No ponto de medição do Canaã o volume de chuva registrado de 10 a 13 de janeiro chegou a 326 mm. Na estação do INMET de Timóteo o acumulado entre a noite do dia 12 e madrugada do dia 13 foi 72,6 mm. Durante esse segundo episódio de chuvas intensas alertas emitidos pela Defesa Civil foram recebidos nos celulares de moradores com toques de sirenes, diante do alto risco de novos deslizamentos e enchentes.
A Climatempo atribuiu as precipitações extremas à zona de convergência do Atlântico Sul (ZCAS), ressaltando que o fenômeno provocou chuvas volumosas em outras áreas do Sudeste do Brasil no decorrer da primeira quinzena de janeiro de 2025. As chuvas reduziram nos dias posteriores ao desastre, porém tempestades passageiras e localizadas voltaram a atingir a região na semana seguinte. Em 21 de janeiro, um temporal no fim da tarde provocou queda de granizo em Ipatinga e rajadas de vento que derrubaram árvores em diferentes pontos do Vale do Aço. Nesse dia, alertas de risco de novos deslizamentos e inundações emitidos pela Defesa Civil foram recebidos por habitantes novamente.

## Consequências

### Ipatinga e Santana do Paraíso

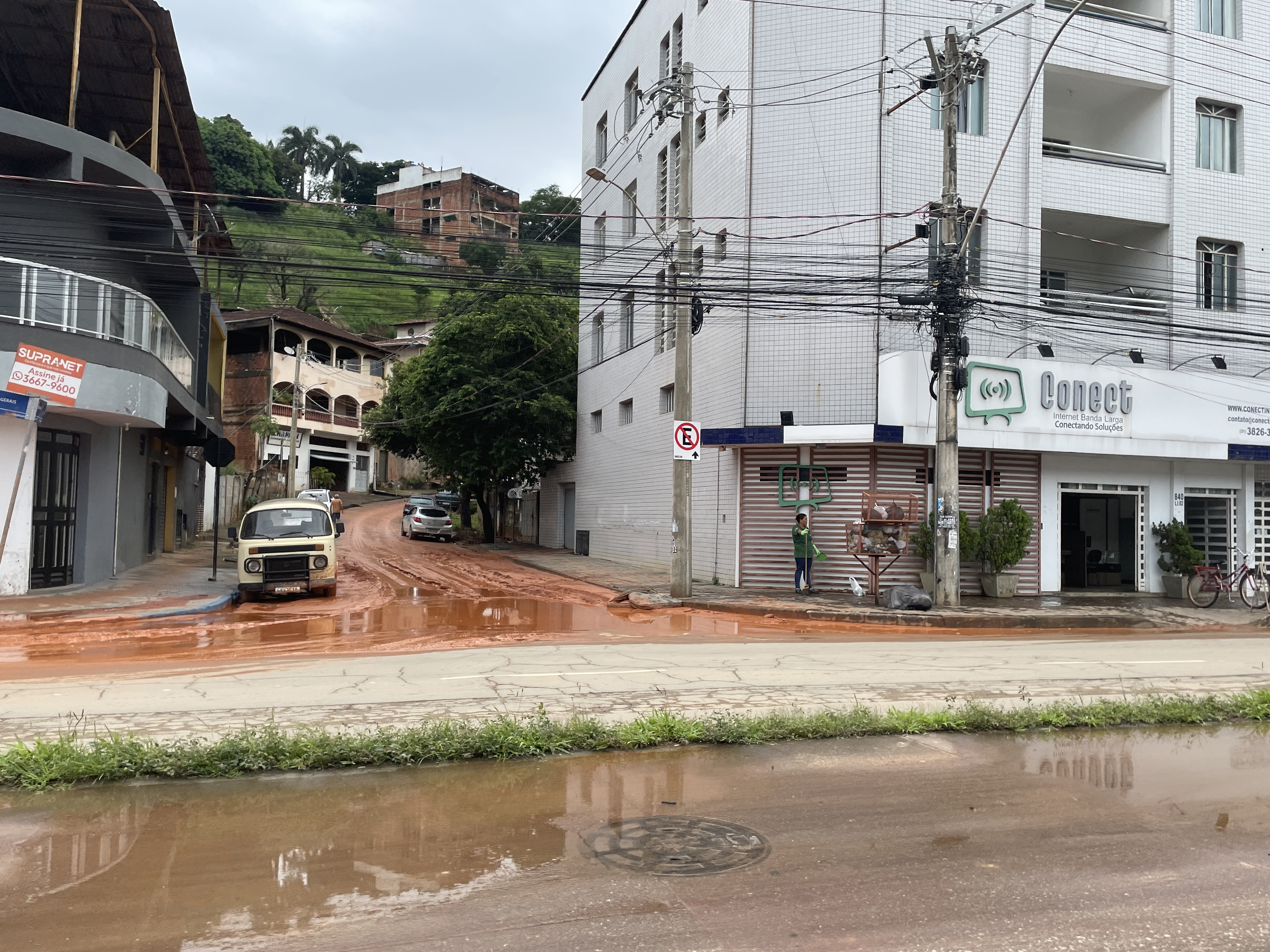
Rua coberta de lama no bairro Jardim Panorama, em Ipatinga.

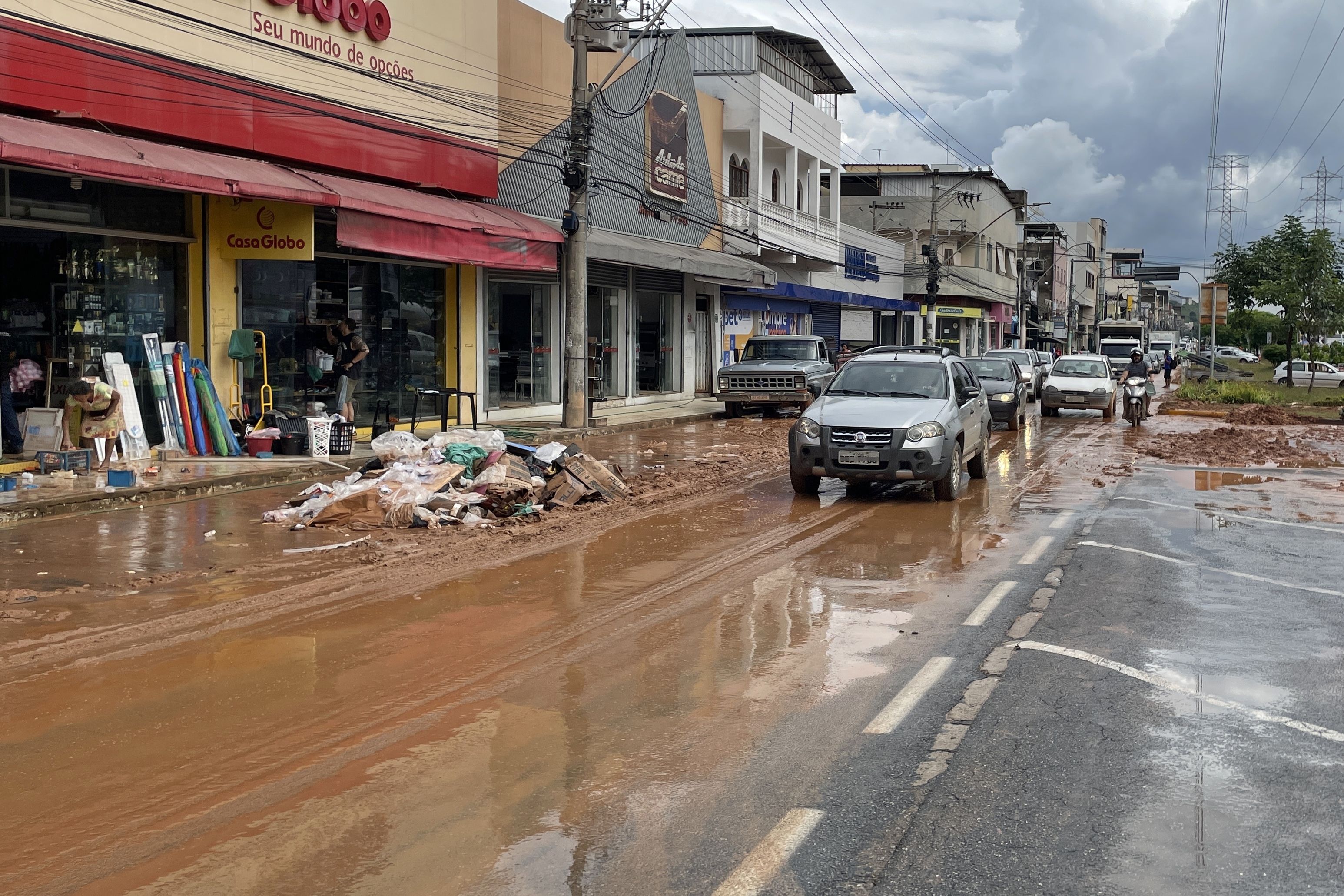
Lama e congestionamento na Avenida José Selim de Sales, bairro Canaã.

As precipitações extremas causaram deslizamentos de terra em vários locais da região, sobretudo em Ipatinga e Santana do Paraíso. Em Ipatinga dez pessoas morreram soterradas por deslizamentos, com vítimas fatais nos bairros Betânia, Canaã e Vila Celeste, incluindo duas crianças de sete e oito anos. Dentre as vítimas fatais estão cinco pessoas de uma mesma família, devido à queda de uma encosta sobre uma residência no Betânia. Uma morte causada pelo mesmo motivo foi registrada em Santana do Paraíso. Todas essas mortes foram confirmadas no decorrer do dia 12 de janeiro. Com esses óbitos, até o dia 15, Minas Gerais contabilizou 26 vítimas fatais em todo o estado em função do período chuvoso, iniciado em setembro.
Cerca de 85 mil pessoas foram afetadas pelas chuvas em Ipatinga, segundo informações de 14 de janeiro. O número de desabrigados e desalojados cresceu nos dias e semanas seguintes ao desastre, à medida que mais residências foram vistoriadas e interditadas pela Defesa Civil devido ao risco de novos deslizamentos. No dia 14, havia 130 pessoas desabrigadas e 400 desalojadas na cidade, com 99 áreas de risco sendo monitoradas. Em 21 de janeiro, os números haviam subido para 157 desabrigados e 914 desalojados, com 502 locais interditados, 1 059 vistorias feitas e outras 2 109 pendentes. Em Santana do Paraíso 80 pessoas estavam desabrigadas em 15 de janeiro. Já no dia 21, havia 120 desabrigados e 324 desalojados, frente a 248 vistorias feitas e outras 300 pendentes.
Quedas de barreiras, desmoronamentos e deslocamentos de taludes também foram responsáveis por interditar casas e vias. O bairro Taúbas, em Ipatinga, ficou isolado com o acesso à localidade bloqueado. Em Santana do Paraíso deslizamentos interromperam o acesso à cidade de Mesquita e ao distrito de Bom Jesus do Bagre em Belo Oriente. Além dos desmoronamentos, as chuvas intensas provocaram enchentes e alagamentos em vários pontos, com casas, estabelecimentos comerciais e prédios públicos sendo invadidos pela água. A cheia dos mananciais que banham Ipatinga, sobretudo do ribeirão Ipanema, que corta a cidade, foi responsável por provocar enchentes em diferentes bairros, sendo que o Veneza foi um dos mais afetados.
A Unidade de Pronto Atendimento (UPA) do bairro Canaã, em Ipatinga, foi inundada, teve que ser interditada e os pacientes tiveram que ser transferidos para outras unidades de saúde do município e das cidades vizinhas. O comércio também foi afetado, com registros de lojistas que perderam tudo. A Avenida José Selim de Sales, que é uma das principais vias comerciais de Ipatinga, foi fortemente atingida pelas enchentes. Depois que a água das cheias baixou, casas, estabelecimentos, ruas e avenidas permaneceram cobertos de lama.
Também em Ipatinga, uma rotatória no bairro Canaã foi destruída em função do desabamento do asfalto. A Avenida Pedro Linhares Gomes, trecho urbano da BR-381 que passa pela cidade, ficou totalmente alagada perto do Shopping Vale do Aço na madrugada do dia 12, impedindo o fluxo de veículos pela rodovia federal. Depois da liberação pela manhã, o trânsito seguiu congestionado. Um trecho da Avenida Maanaim, uma das principais vias da cidade, foi destruído devido à cheia do córrego Taúbas (córrego Gerasa).

### Coronel Fabriciano e Timóteo

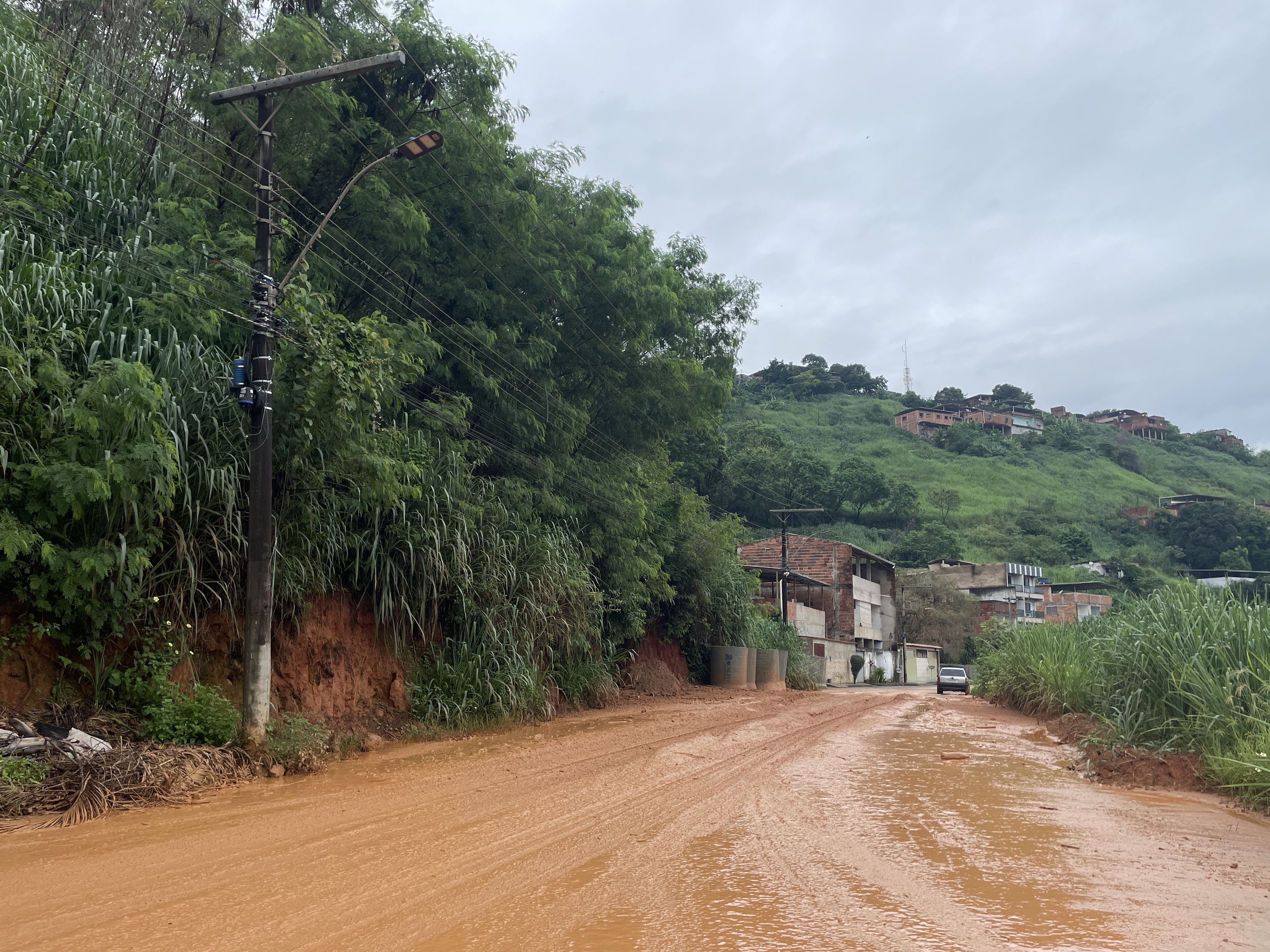
Rua coberta de lama no bairro Manoel Domingos, em Coronel Fabriciano, devido a um deslizamento.

Em Coronel Fabriciano foram registrados deslizamentos de terra e alagamentos. Há menos de um mês, em 17 de dezembro de 2024, o município havia sido afetado por outra tempestade que provocou uma enchente de grandes proporções, tendo deixado 1 039 desabrigados ou desalojados na cidade. Durante a tempestade da madrugada de 12 de janeiro, um motociclista perdeu o controle da moto e morreu quando atravessava um trecho alagado da Avenida Presidente Tancredo de Almeida Neves.
No dia 13 de janeiro, uma encosta que ameaçou desabar levou à interdição da Avenida Rubem Siqueira Maia, uma das principais de Coronel Fabriciano. Uma ponte sobre o ribeirão Caladão também precisou ser isolada devido ao comprometimento da estrutura pela força das águas e a estrada que liga a cidade à Serra dos Cocais, zona rural municipal, foi interditada por causa de obstruções no caminho. Em Timóteo um deslizamento isolou uma parte da cidade e o Fórum Geraldo Perlingeiro de Abreu foi invadido pela água nas chuvas da madrugada do dia 12. Neste município cerca de 260 famílias foram atingidas, incluindo desalojados e desabrigados.
Depois de um fevereiro e março com predomínio de dias quentes e secos na região, o Vale do Aço veio a ser atingido por um novo evento de precipitação extrema em abril, sendo Timóteo o município mais afetado. Na madrugada de 27 de abril, uma forte chuva causou uma enchente repentina no leito do córrego Ana Moura, que afetou pelo menos 62 famílias, a maioria delas no bairro Alvorada. Veículos foram arrastados pelas águas e três casas precisaram ser interditadas. Uma unidade de saúde e uma igreja também foram invadidas pelo transbordamento.

## Reações e repercussão

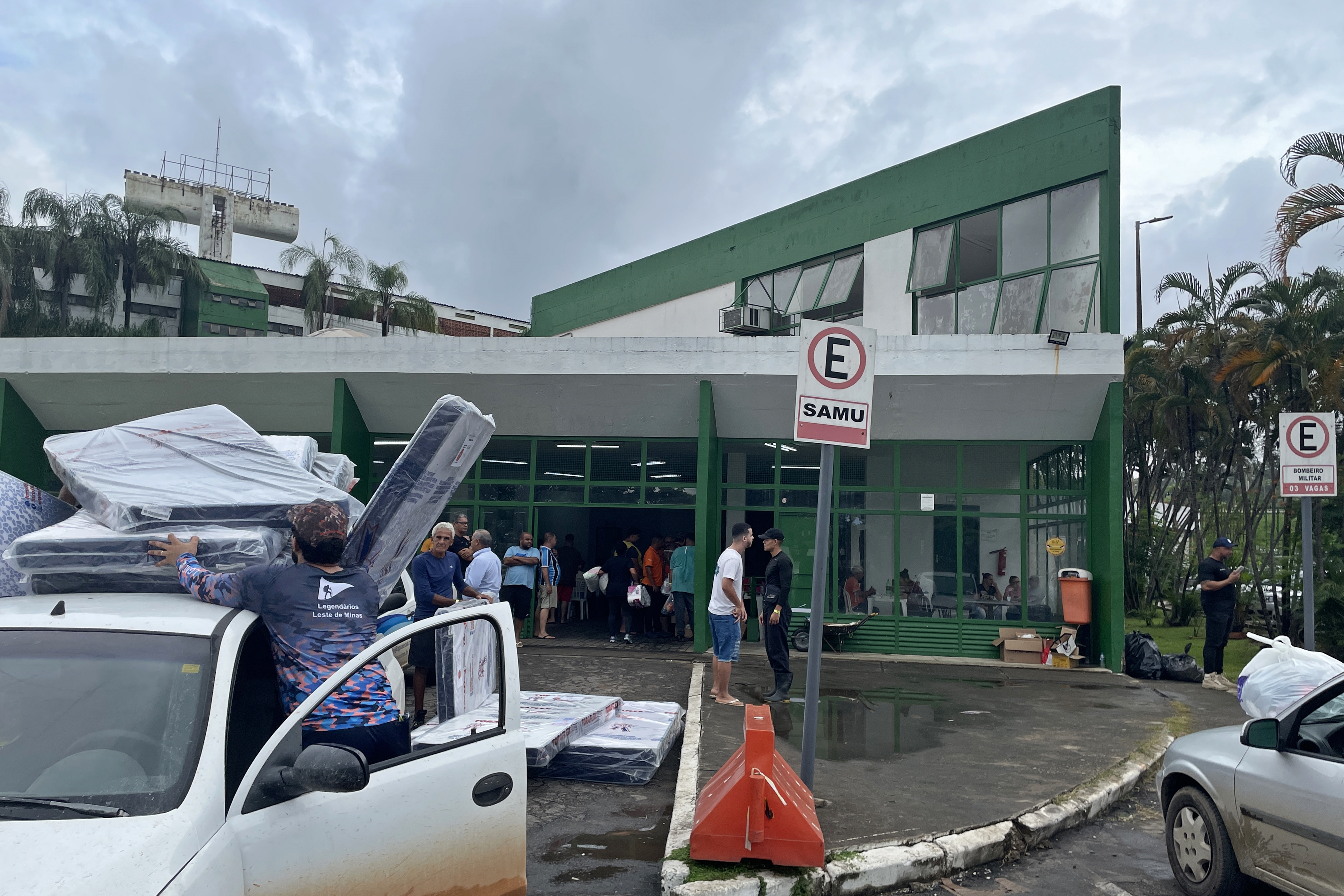
Recebimento de doações no estádio Ipatingão

A prefeitura de Ipatinga decretou estado de calamidade pública, enquanto Santana do Paraíso e Timóteo decretaram estado de emergência. Coronel Fabriciano, por sua vez, estava em situação de calamidade pública devido às chuvas de dezembro. Depois, Timóteo voltou a decretar estado de emergência após as enchentes de 27 de abril.
A prefeitura de Ipatinga liberou o estádio Estádio Municipal João Lamego Netto (Ipatingão) para receber desalojados e desabrigados, além de estruturar um centro de recebimento de doações no local. Posteriormente, com o número crescente de moradias interditadas, outros locais foram estruturados para receber os atingidos. Ao mesmo tempo, em Santana do Paraíso foram disponibilizados uma escola para quem precisar de abrigo e pontos de coleta de doações.
Os municípios de Coronel Fabriciano e Timóteo enviaram máquinas e trabalhadores para Ipatinga, além de disponibilizarem equipamentos de saúde para a demanda do município vizinho. Por causa dos desastres, a prefeitura de Coronel Fabriciano cancelou as festividades do aniversário da cidade, comemorado em 20 de janeiro. A Usiminas também disponibilizou uma equipe para ajudar na busca por desaparecidos que foram soterrados. O governador Romeu Zema viajou à região para acompanhar as operações emergenciais no dia 13 de janeiro. A Defesa Civil Nacional foi mobilizada e apenados do sistema penitenciário local foram empenhados para ajudar na limpeza das ruas de Ipatinga.
A tragédia foi noticiada internacionalmente por portais como Reuters, Barron's [en],  Ouest-France, Le Télégramme [en], Agence France-Presse (AFP) e Berliner Morgenpost [en]. A prefeitura de Ipatinga anunciou o pagamento de um auxílio aos afetados pelas chuvas e a isenção do Imposto sobre a Propriedade Predial e Territorial Urbana (IPTU) para 6 100 imóveis atingidos. O Instituto Nacional do Seguro Social (INSS), por sua vez, liberou uma parcela extra aos assegurados de Ipatinga, em função da calamidade.